# Doba (Tsjaad)
Doba is een stad in het zuiden van Tsjaad, met ongeveer 30.000 inwoners. Het is de hoofdstad van de provincie Logone Oriental en sinds 1989 zetel van een rooms-katholiek bisdom.

## Economie
In 1989 werd in de regio aardolie ontdekt, de voorraden werden op 130 miljoen ton geschat. De aardoliewinning werd ter hand genomen door de Amerikaanse ondernemingen Exxon Mobil en Chevron Corporation en het Maleisische Petronas, waardoor Doba aan belangrijkheid heeft gewonnen. De olievelden strekken zich uit tot onder de bodem van Kameroen, een 1070 km lange pijpleiding geeft sinds oktober 2003 verbinding met de Kameroense haven Kribi aan de Atlantische Oceaan. Ook worden landbouw en visvangst bedreven.

## Onderwijs
De stad heeft meerdere scholen voor basis- en voortgezet onderwijs, en een universiteit in oprichting.

## Archeologie
Tijdens de aanleg van de olieleiding ontstond de in die tijd langste archeologische sleuf van Afrika. Bij de afgravingen kwamen honderden vindplaatsen uit de midden-steentijd en de ijzertijd tevoorschijn.

## Geboren
- Marius Mouandilmadji (22 januari 1998), voetballer